# Melania Olcina
Melania Olcina Yuguero (Barcelona, 1982) es una intérprete, coreógrafa y videoartista española. En 2023, recibió el Premio Nacional de Danza en la modalidad de interpretación.

## Trayectoria
Nacida en Barcelona, se formó artísticamente en Madrid. En 2008, se diplomó en Danza Contemporánea por el Real Conservatorio Profesional Mariemma de Madrid. Al año siguiente, se licenció en Historia del Arte por la Universidad Complutense de Madrid (2009). En 2021, obtuvo un máster en Pensamiento y Creación Escénica Contemporánea por la Escuela Superior De Arte Dramático de Castilla y León.
Ha trabajado con Pedro Berdayes, José Reches, Jesús Rubio Gamo Sinnerman o Teresa Nieto. En 2013, se incorporó a la Compañía de Sharon Fridman.

## Reconocimientos
A lo largo de su carrera ha sido reconocida con varios premios y becas en certámenes nacionales e internacionales de danza, como el Festival de danza de Alcalá́ de Henares de 2005, el XXII Certamen Coreográfico de Madrid en 2007 y 2008, o el Festival Internacional de Viena Impulstanz o la Universidad Carlos III de Madrid en 2009.
En 2023, el Ministerio de Cultura y Deporte la nombró Premio Nacional de Danza en la modalidad de interpretación, un galardón dotado con 30.000 euros. En esa misma edición, Rafaela Carrasco recibió el premio en la categoría de Interpretación.
En 2024, Olcina fue finalista del premio a Mejor intérprete femenina de danza en la XXVII de los Premios Max.